# 群衆の中の一つの顔
『群衆の中の一つの顔』（ぐんしゅうのなかのひとつのかお、原題：A Face in the Crowd）は、1957年制作のアメリカ合衆国のドラマ映画。エリア・カザン監督。
2008年、アメリカ国立フィルム登録簿に登録された。

## あらすじ
アーカンソー州の地方ラジオ局のアナウンサー、マーシャ・ジェフリーズは、自分の担当する番組「群衆の中の一つの顔」の取材である拘置所に行った。そこで彼女はロンサム・ローズというギターを弾き、民謡を歌う青年と出会う。彼の歌に魅かれたマーシャはそれを録音して帰った。
彼の歌を聞いた放送局社長はすっかりローズに惚れ込み、マーシャに彼との契約をとらせた。ローズの魅力のあるギターと歌はたちまち評判となり、彼は一躍人気スターとなった。
しかし、人気の上昇と共にローズの性格は次第にわがままとなっていった。一方、メンフィスのテレビ局の作家兼プロデューサー、メル・ミラーは、ローズの新しい仕事が成功したら、もはや彼とは手を切るべきだとマーシャに忠告する。ローズはニューヨークでのデビューが成功すると益々わがままになり、もはやマーシャの手には負えなくなっていった。
そんな時、マーシャはローズが放送前後に決まって視聴者を罵倒する癖がある事を知る。ローズの新番組スタートの日、マーシャはスイッチを切換え、視聴者を侮辱するローズの声をそのままテレビに流した。たちまちローズの人気は凋落、マーシャはついにローズに絶縁を言い渡すのだった。

## キャスト
- ラリー“ロンサム”・ローズ：アンディ・グリフィス
- マーシャ・ジェフリーズ：パトリシア・ニール
- ジョーイ：アンソニー・フランシオサ
- メル・ミラー：ウォルター・マッソー
- ベティ：リー・レミック[1]